# فیلیپ وب
فیلیپ وب (به انگلیسی: Philip Webb)؛ (زادۀ ۱۲ ژانویه ۱۸۳۱ میلادی – درگذشتۀ ۱۷ آوریل ۱۹۱۵ میلادی) یک معمار و طراح اهل بریتانیا بود که گاهی اوقات پدر هنر و صنایع دستی معماری نامیده می‌شود. استفاده او از معماری بومی نشان‌دهندۀ تعهد او به «هنر ساختمان مشترک» بود.

## زندگی‌نامه

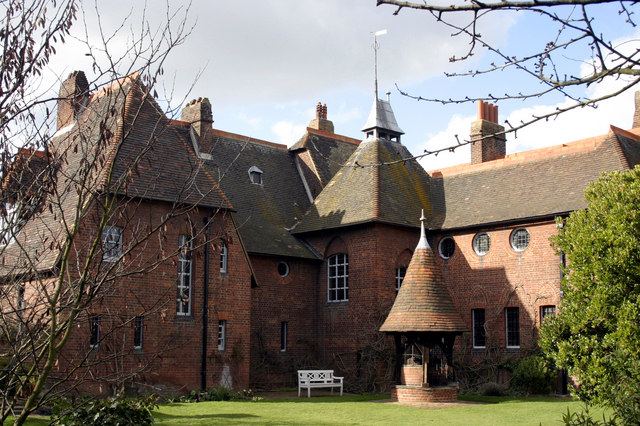
خانه قرمز، بکسلیهیت، طراحی شده توسط: وب برای ویلیام موریس

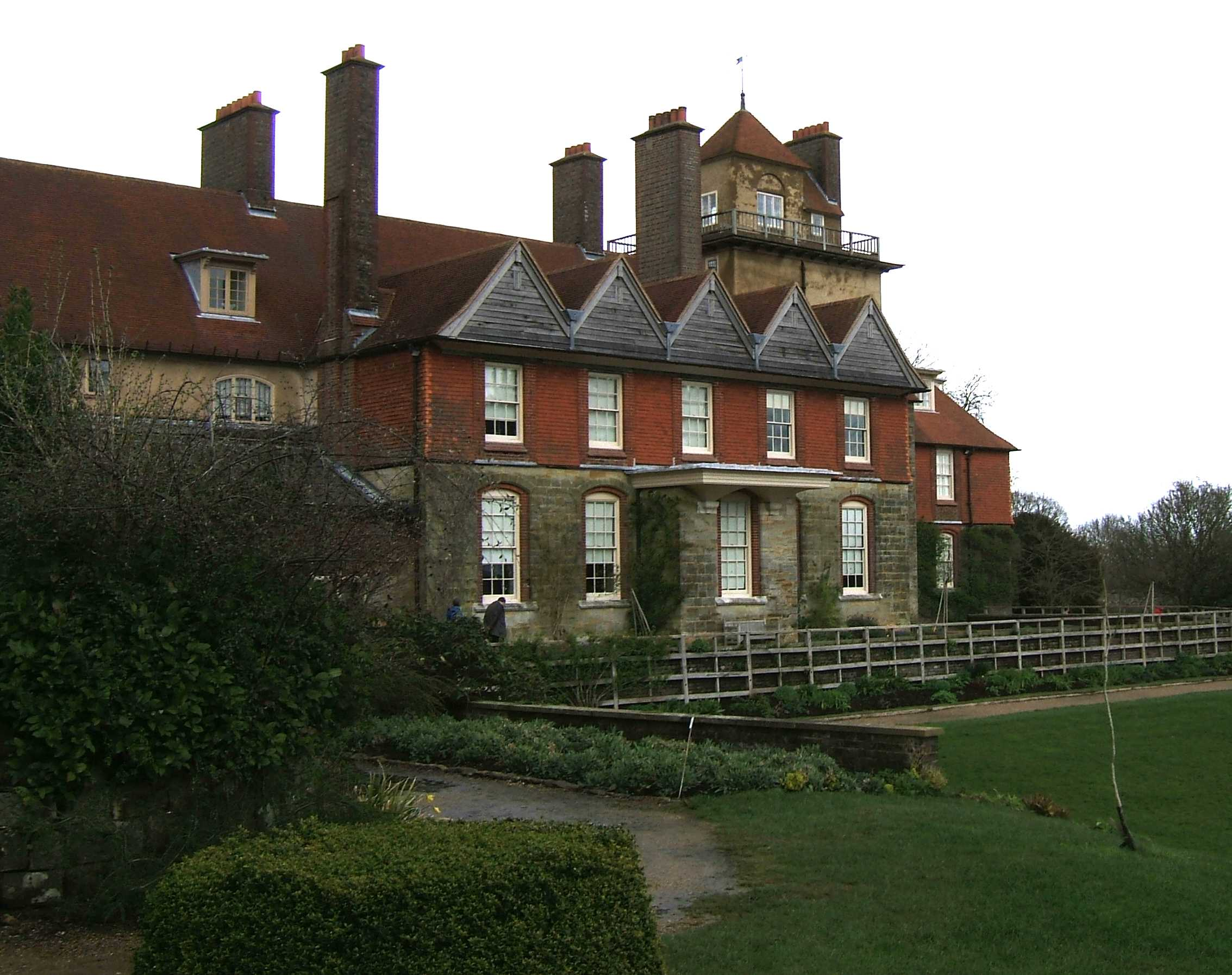
خانه استندن

وب در آکسفورد به دنیا آمد، و در اینهو در نورث‌همپتون‌شایر تحصیل کرد و سپس در شرکت‌های معماران سازنده در ولورهمپتون و ریدینگ، برکشایر مقاله‌نویسی کرد. او سپس به لندن نقل مکان کرد و در نهایت دستیار کوچک معمار جورج ادموند استریت شد. زمانی که در آنجا با ویلیام موریس در سال ۱۸۵۶ میلادی ملاقات کرد و سپس تمرین خود را در سال ۱۸۵۸ میلادی آغاز کرد. او به ویژه به عنوان طراح خانه قرمز در بکسلیهیت، جنوب-شرق لندن در سال ۱۸۵۹ میلادی برای ویلیام موریس کار کرد، و – در اواخر دوران حرفه‌ای خود – خانه استندن (نزدیک گرینستید شرقی در ساسکس غربی) مورد توجه قرار گرفت. این‌ها از جمله چندین اثر مناسبِ مورد علاقۀ او بودند: خانه‌های روستایی. پلاک آبی شورای لندن بزرگ به یاد وب و موریس در خانه قرمز نصب شده است.